# Oxalis areolata
Oxalis areolata là một loài thực vật có hoa trong họ Chua me đất. Loài này được Taub. mô tả khoa học đầu tiên năm 1893.